# Martin-Hubert Rutten
Pour les articles homonymes, voir Rutten.
Martinus Hubertus Rutten, connu en français comme Martin-Hubert Rutten, né le 17 décembre 1841 à Geistingen et mort le 17 juillet 1927  à Liège, est un prêtre catholique belge. Il est évêque de Liège de 1902 jusqu'à sa mort en 1927. Depuis la naissance de la Belgique, il est le premier évêque néerlandophone de ce diocèse et se présente comme flamingant. Il est également le premier et le seul évêque du diocèse d'Eupen-Malmedy du 13 octobre 1920 jusqu'au 15 avril 1925. Sa devise est : Non recuso laborem (je ne refuse pas le travail).

## Biographie
Rutten est le sixième des dix enfants de l'agriculteur Jan Rutten et Petronella Zegers. Il étudie à Maaseik à la Kruisherencollege et est président de la société linguiste utile Dolci. Plus tard, il étudie au petit séminaire de Saint-Trond et au séminaire de Liège.
Le 28 avril 1867, il fut ordonné prêtre à la cathédrale de Liège où il enseigna ensuite au séminaire. En 1873, il est nommé directeur du petit séminaire de Saint-Roch; un an plus tard, il prend la direction du petit séminaire de Saint-Trond. En 1878, il devient supérieur du petit séminaire Saint-Trond et en 1879 président du grand séminaire de Liège. Il est en même temps vicaire général du diocèse et doyen du chapitre épiscopal de Liège. En 1883, il devient chanoine de la cathédrale à Liège, en 1888 doyen du chapitre de la cathédrale et prélat d'honneur en 1889.
En 1888 , il publie « Les Promesses divines de l'église à travers les siècles ».
Après la mort de Victor-Joseph Doutreloux, il occupe dès octobre 1901 les fonctions d'évêque. Le 16 décembre 1901, il est nommé 87e évêque de Liège par le pape Léon XIII. Le 6 janvier, 1902, il reçoit la consécration épiscopale du Pierre-Lambert Goossens et des co-consécrateurs l'évêque de Bruges, Gustave Josephus Waffelaert et l'évêque de Tournai , Charles-Gustave Walravens.
Lors de la guerre scolaire (1879-1884), il joue un rôle de premier plan dans la défense de l'enseignement catholique. Le diocèse s'étendait alors sur les provinces de Liège et du Limbourg et était donc à moitié néerlandophone.

## Position flamande
Rutten est un ardent défenseur de l'usage de la langue flamande dans l'enseignement et dans l'église afin de ne pas compromettre la fidélité des fidèles dans son diocèse, qui comprenait également l'évêché de Hasselt, fondé en 1967. Cette position lui a valu à plusieurs reprises des altercations avec les autorités politiques, mais surtout avec son supérieur hiérarchique, le primat de Belgique, le cardinal Mercier.
En tant que professeur et directeur, Rutten influence de nombreux étudiants par son attitude pro-flamande. Il fonde un département Davidsfonds et, lorsqu'il est vicaire général, il devient président du département de Davidsfonds à Liège. Il devient également le pilier de Werk der Vlamingen à Liège.
Avec le soutien de son évêque, il s'est efforcé de néerlandiser les collèges du Limbourg. Lors de ses prises de paroles (congrès catholique de Liège en 1886, congrès Davidsfonds à Gand en 1890), il encourage la connaissance du néerlandais auprès des élèves et des adultes. En 1894, il est l'un des cent prêtres qui réunissent le capital de départ du quotidien bruxellois Het Vlaamsche Volk. Pendant de nombreuses années, il lutte pour la néerlandisation non seulement de l'enseignement secondaire, mais aussi de l'enseignement supérieur. En 1917, il décide d'imposer complètement le flamand dans les deux premières années de l'enseignement primaire dans les collèges du Limbourg.
Il reste inactif après la guerre. Il indique qu'il apprécie les projets de Frans van Cauwelaert malgré certains désaccords. Il a encourage les prêtres flamands à adopter la même attitude et les prêtres wallons à comprendre les exigences flamandes.
En 1920, il devient président honoraire national de Davidsfonds et président honoraire du premier congrès catholique flamand. Rutten reste fidèle à l'unité belge et met en garde contre un radicalisme croissant des mouvements pro-flamands. Par ses actions, les mouvements étudiants limbourgeois se détourne de l'Association des étudiants catholiques généraux flamands (AKVS) et en 1925, il condamne avec d'autres évêques le nationalisme flamand.

## Diocèse d'Eupen-Malmedy
À la fin de la Première Guerre mondiale, il apparait intolérable que les cantons de langue germanophone de Belgique continuent à dépendre de l'archidiocèse de Cologne, en Allemagne. À la demande de la Belgique, le Saint-Siège crée la nouvelle circonscription ecclésiastique d'Eupen-Malmedy. En 1919, l'administration apostolique d'Eupen-Malmedy-Sankt Vith (Eupensis-Malmediensis-Sancti Vithus) est érigée à partir de l'archidiocèse de Cologne.
Par la constitution apostolique Ecclesiae universae du 30 juillet 1921, Benoît XV élève l'administration apostolique au rang de diocèse, uni aeque principaliter au diocèse de Liège et suffragant, comme celui-ci, de l'archidiocèse de Malines.
Martin-Hubert Rutten, alors déjà évêque de Liège, devient solennellement évêque du diocèse d'Eupen-Malmedy le 13 octobre 1921 et l'église paroissiale de Malmedy est élevée au rang de cathédrale. Rutten dirige les deux évêchés en union personnelle. Une nouvelle bulle du 15 avril 1925 supprime le diocèse d'Eupen-Malmedy et la région est intégrée à l'évêché de Liège.

## Succession apostolique
Martin-Hubert Rutten a ordonné les évêques suivants :
- Évêque Jacques Laminne (1919)
- Évêque Louis-Joseph Kerkhofs (1925)

## Publications
- Cours élémentaires d'Apologétique chrétienne,
- De Nero van het Noorden
- Les mandements et discours synodaux de 1902 à 1908 dans la Semaine religieuse de Liège
- L'Encyclique "Immortale Dei"
- Catholique ou socialiste, Le socialisme, Het socialisme
- Les Promesses divines de l'Eglise à travers les siècles, 1888
- Lettres pastorales de Mgr. Rutten, évêque de Liège

## Hommages et décorations
- Comte romain.
- Grand officier de l'ordre de Léopold.
- Croix Pro Ecclesia et Pontifice.

## Distinctions
- Prélat de la Maison de Sa Sainteté Pie X
- Chanoine honoraire du chapitre de Troyes (France)